# Полярен експрес
„Полярен експрес“ (на английски: The Polar Express) е американска компютърна анимация от 2004 г. на режисьора Робърт Земекис, който е съсценарист със Уилям Бролис младши, базиран на едноименната детска книга от 1895 г., написана от Крис ван Олсбърг, който служи един от изпълнителните продуценти. Филмът включва човешки герои, които са анимирани с използването на моушън кепчър анимация и екшън на живо. Във филма участват Том Ханкс (играещ шест отделни роли), Дарил Сабара, Нона Гей, Джими Бенет, Майкъл Джитър, Еди Дийзън и други.
„Кесъл Рок Ентъртейнмънт“ продуцира филма съвместно със „Шангри-Ла Ентъртейнмънт“, „ИмейджМоувърс“, „Плейтоун“ и „Голдън Мийн Продъкшънс“ за „Уорнър Брос Пикчърс“, като първият анимационен филм на „Кесъл Рок“. Визуалните ефекти са създадени от „Сони Пикчърс Имейджуоркс“. Филмът е създаден със производствен бюджет от 165–170 млн. долара.
Премиерата на филма се състои във Международния фестивал във Чикаго на 13 октомври 2004 г. и в Съединените щати на 10 ноември 2004 г. и печели 286 млн. долара в световен мащаб. Това е последната филмова роля на Майкъл Джетър преди смъртта му през 2003 г. и филмът се посвещава в негова памет.

## Възприятие сред критиците
Филмът получава смесени рецензии, въпреки високата му популярност сред зрителите. Според критика Роджър Ибърт филмът „съдържа задълбочен, мрачен тон, вместо постоянната веселба на обичайните коледни филми. Този филм създава свой собствен свят (както правят и „Магьосникът от Оз“ и „Уили Уонка и шоколадовата фабрика“), в който умните деца не могат да бъдат самодоволни.“ Ибърт дава на филма максималната си оценка – 4 звезди.

## „Полярен експрес“ в България
На 31 декември 2008 г. Нова телевизия излъчва филма с български дублаж за телевизията. Дублажът е на Арс Диджитал Студио, чието име не се споменава. На 26 декември 2011 г. се излъчва повторно по bTV с втори войсоувър дублаж. Филмът се излъчва на 25 декември 2012 г. по Cartoon Network. Нахсинхронният дублаж е на Александра Аудио.